# C. J. Brown
Charles James Brown, plus connu sous le nom de C.J. Brown, né le 15 juin 1975 à Eugene dans l'Oregon, est un joueur international américain de soccer ayant évolué au poste de défenseur, avant de devenir entraîneur.

## Biographie

### Carrière de joueur

#### Carrière en sélection
Avec l'équipe des États-Unis, il joue 15 matchs (pour aucun but inscrit) entre 1998 et 2003. Il figure notamment dans le groupe des sélectionnés lors de la Gold Cup de 2000.
Il participe également à la Coupe des confédérations de 1999. Lors de cette compétition, il joue deux matchs : contre l'Allemagne et l'Arabie saoudite.

### Carrière d'entraîneur
Après une saison au Chicago Fire, il rejoint Jason Kreis dont il était adjoint au Real Salt Lake entre 2011 et 2013, au New York City FC. Après une élimination dans la course aux séries de fin de saison en 2015, il est démis de ses fonctions en compagnie de Jason Kreis.

## Palmarès
Fire de Chicago
- Major League Soccer (1) :
  - Champion : 2003.

- Coupe de la Major League Soccer (1) :
  - Vainqueur : 1998.
  - Finaliste : 2000 et 2003.

- Coupe des États-Unis (1) :
  - Vainqueur : 1998, 2000, 2003 et 2006.
  - Finaliste : 2004.